# Astronomy Domine
Astronomy Domine ist ein Psychedelic-Rock-Lied der britischen Gruppe Pink Floyd. Es wurde von deren Sänger und Gitarristen Syd Barrett geschrieben und eröffnet ihr Debütalbum The Piper at the Gates of Dawn. Das Lied wird von Syd Barrett und dem Keyboarder Richard Wright gesungen.

## Musik und Tontechnik
Das Lied beginnt mit der Stimme des Managers Peter Jenner, der durch ein Megaphon die Namen einiger Sterne vorliest. Im Hintergrund ertönt Barretts E-Gitarre, deren Lautstärke langsam zunimmt, als würde sie näherkommen. Auf der Studioaufnahme werden ab 0:19 min kurze Töne hörbar, deren Abfolge an einen Morsecode erinnert. Einige Sekunden später setzt Nick Mason ein, gefolgt von Barretts E-Gitarre, die sich an das Stück Mars, der Kriegsbringer aus der Holstschen Orchestersuite Die Planeten anlehnt. Im Hintergrund hört man Richard Wrights Farfisa-Orgel, dazu kommt ein sich wiederholendes Bass-Motiv von Roger Waters. Das Lied endet schließlich mit Syd Barretts Gesang, der die Landung des Raumschiffs beschreibt, und mit Wrights arabisch klingender Improvisation auf der Orgel.
Astronomy Domine hat eine ungewöhnliche harmonische Struktur, in der ausschließlich Dur-Akkorde aneinandergereiht werden: E – Es – G – A – E6 – F – E6 – G. Der Einsatz eines Binson-Hallgeräts erzeugt zudem eine psychedelische Stimmung. Der Gebrauch von Effektgeräten nimmt hier Pink Floyds spätere musikalische Entwicklung vorweg, wie sie etwa auf der Studio-LP des Doppelalbums Ummagumma (1969) und später auf The Dark Side of the Moon (1973) zu hören ist.

## Alternativen und Liveversionen
Astronomy Domine ist in einer Live-Version auf dem Album Ummagumma zu hören, wo es von David Gilmour und Richard Wright gesungen wird. Im Mittelteil dieser längeren Version spielt Wright ein getragenes Orgelsolo, das in die letzten Verse mündet. Auf dem Album A Nice Pair (einer Wiederveröffentlichung der beiden ersten Studioalben der Band als Doppelalbum) ist ebenso wie auf dem Kompilationsalbum Echoes: The Best of Pink Floyd die ursprüngliche Studioversion zu hören.
Astronomy Domine wurde ab Mitte 1971 nicht mehr live gespielt und fand erst 1994 wieder Aufnahme in die Setlist: Bei der The Division Bell-Tour wurde es jeweils zur Eröffnung des Konzerts gespielt. Auf einem Konzert in Miami wurde jene Version aufgenommen, die als B-Seite der Single Take it Back erschien. Ein weiterer Mitschnitt, der von einem Konzert in London stammt, erschien auf dem Doppel-Live-Album Pulse.
David Gilmour spielte das Lied bei einer Session in den Abbey Road Studios und veröffentlichte diese Version auf der Bonus-DVD von On an Island. Zusätzlich präsentierte er es auf einigen Konzerten seiner On-an-Island-Tour.

## Coverversionen
- 1989: Voivod auf dem Album Nothingface.
- 2003: Mike Keneally auf dem Tribute-Album A Fair Forgery of Pink Floyd.
- 2008: The Atomic Bitchwax auf dem Album 4.
- 2008: Dredg auf dem Tribute-Album Like Black Holes in the Sky: The Tribute to Syd Barrett.
- 2017: The Claypool Lennon Delirium auf der EP Lime & Limpid Green.

## Trivia
Das Intro war mehrere Jahre Titelmelodie der TV-Sendung ARD-Brennpunkt, heute wird eine Variation des Originals verwendet.